# Copa Libertadores de Futsal 2021
La Copa Libertadores de fútbol sala 2021, denominada oficialmente Copa Conmebol Libertadores Futsal 2021, fue la decimonovena edición de este torneo organizado por la Conmebol, que enfrentó a los mejores clubes de fútbol sala de América del Sur. Participaron equipos de los diez países que forman parte de la Conmebol.
El torneo se desarrolló en Florida, Uruguay y estaba programado originalmente para jugarse del 19 al 26 de abril del 2020, pero debido a la pandemia de COVID-19 se pospuso para jugarse del 15 al 22 de mayo del 2021. Debido a inconvenientes surgidos con el ingreso de algunas delegaciones a Uruguay, la fecha de inicio de la Copa Libertadores de Futsal se atrasó por un día, y comenzó el 16 de mayo.
El certamen consagró campeón a San Lorenzo de Almagro, tras vencer en la prórroga por 4 a 3 al campeón defensor Carlos Barbosa, convirtiéndose en el primer club argentino en obtener el campeonato sudamericano.

## Equipos participantes
| País             | Equipo                     | Vía de clasificación                                                                            |
| ---------------- | -------------------------- | ----------------------------------------------------------------------------------------------- |
| Argentina 1 cupo | San Lorenzo                | Campeón del Campeonato de Primera División 2019                                                 |
| Bolivia 1 cupo   | Proyecto Latín             | Campeón de la Liga Nacional de Fútsal Boliviana 2019                                            |
| Brasil 2 cupos   | Carlos Barbosa Corinthians | Campeón de la Copa Libertadores de Futsal 2019 Campeón de la Supercopa de Brasil de Futsal 2020 |
| Chile 1 cupo     | Universidad de Chile       | Campeón de la Copa de Campeones 2019                                                            |
| Colombia 1 cupo  | Alianza Platanera          | Tricampeón de la Liga Colombiana de Fútbol Sala 2019                                            |
| Ecuador 1 cupo   | Bocca                      | Campeón del Campeonato Nacional Futsal del Ecuador 2018-2019                                    |
| Paraguay 1 cupo  | Cerro Porteño              | Campeón de la Liga Premium de Futsal 2019                                                       |
| Perú 1 cupo      | Universitario              | Campeón de la División de Honor de fútbol sala de Perú 2019                                     |
| Uruguay 2 cupos  | Peñarol Nacional           | Campeón del Campeonato Uruguayo de Fútbol Sala 2019 Invitado país anfitrión                     |
| Venezuela 1 cupo | Delta Te Quiero            | Campeón de la Liga Nacional de Fútbol Sala 2019.                                                |

## Sistema de juego
Participaron doce equipos en el torneo, de los cuales dos cupos fueron para Brasil y Uruguay, y uno para los ocho países restantes. Se dividieron en tres grupos de cuatro participantes cada uno. Los dos primeros de cada grupo avanzaron a la fase final, más los dos mejores terceros, para reunir ocho equipos partiendo desde cuartos de final en adelante.

## Primera fase
Se jugó entre el 16 y el 18 de mayo.
     Clasificado a la fase final.
     Clasificado como uno de los dos mejores terceros a la fase final.

### Grupo A
| Pos. | Equipos        | PJ | PG | PE | PP | GF | GC | DIF | PTS |
| ---- | -------------- | -- | -- | -- | -- | -- | -- | --- | --- |
| 1.   | Carlos Barbosa | 3  | 3  | 0  | 0  | 13 | 1  | +12 | 9   |
| 2.   | San Lorenzo    | 3  | 1  | 1  | 1  | 6  | 4  | +2  | 4   |
| 3.   | Universitario  | 3  | 1  | 1  | 1  | 6  | 6  | 0   | 4   |
| 4.   | S.S. Bocca     | 3  | 0  | 0  | 3  | 4  | 18 | -14 | 0   |

| 16 de mayo de 2021, 12:00 | San Lorenzo | 5:2 | S.S. Bocca | Polideportivo 10 de Julio, Florida                        |  |
|                           |             |     |            | Árbitro(s): Andrés Martínez Henry Gutiérrez Tayana Moreno |  |

| 16 de mayo de 2021, 14:00 | Carlos Barbosa | 3:1 | Universitario | Polideportivo 10 de Julio, Florida                         |  |
|                           |                |     |               | Árbitro(s): Daniel Rodríguez Valeria Palma Carlos Martínez |  |

| 17 de mayo de 2021, 10:00 | Universitario | 4:2 | S.S. Bocca | Polideportivo 10 de Julio, Florida                        |  |
|                           |               |     |            | Árbitro(s): Andrés Martínez Henry Gutiérrez Tayana Moreno |  |

| 17 de mayo de 2021, 12:00 | Carlos Barbosa | 1:0 | San Lorenzo | Polideportivo 10 de Julio, Florida                         |  |
|                           |                |     |             | Árbitro(s): Daniel Rodríguez Valeria Palma Carlos Martínez |  |

| 18 de mayo de 2021, 10:00 | Universitario | 1:1 | San Lorenzo | Polideportivo 10 de Julio, Florida                       |  |
|                           |               |     |             | Árbitro(s): Valeria Palma Daniel Rodríguez Tayana Moreno |  |

| 18 de mayo de 2021, 12:00 | S.S. Bocca | 0:9 | Carlos Barbosa | Polideportivo 10 de Julio, Florida                           |  |
|                           |            |     |                | Árbitro(s): Carlos Martínez Henry Gutiérrez Daniel Rodríguez |  |

### Grupo B
| Pos. | Equipos         | PJ | PG | PE | PP | GF | GC | DIF | PTS |
| ---- | --------------- | -- | -- | -- | -- | -- | -- | --- | --- |
| 1.   | Corinthians     | 3  | 2  | 1  | 0  | 11 | 2  | +9  | 7   |
| 2.   | Delta Te Quiero | 3  | 2  | 1  | 0  | 8  | 2  | +6  | 7   |
| 3.   | Peñarol         | 3  | 1  | 0  | 2  | 4  | 4  | 0   | 3   |
| 4.   | Proyecto Latín  | 3  | 0  | 0  | 3  | 2  | 17 | -15 | 0   |

| 16 de mayo de 2021, 16:00 | Delta Te Quiero | 4:1 | Proyecto Latín | Polideportivo 10 de Julio, Florida                      |  |
|                           |                 |     |                | Árbitro(s): Yuri García Estefanía Pinto Jonathan Herbas |  |

| 16 de mayo de 2021, 18:00 | Peñarol | 0:1 | Corinthians | Polideportivo 10 de Julio, Florida                           |  |
|                           |         |     |             | Árbitro(s): Darío Santamaría José Ocampo Christian Espíndola |  |

| 17 de mayo de 2021, 14:00 | Corinthians | 9:1 | Proyecto Latín | Polideportivo 10 de Julio, Florida                       |  |
|                           |             |     |                | Árbitro(s): Estefanía Pinto Darío Santamaría José Ocampo |  |

| 17 de mayo de 2021, 16:00 | Peñarol | 0:3 | Delta Te Quiero | Polideportivo 10 de Julio, Florida                          |  |
|                           |         |     |                 | Árbitro(s): Christian Espíndola Jonathan Herbas Yuri García |  |

| 18 de mayo de 2021, 14:00 | Corinthians | 1:1 | Delta Te Quiero | Polideportivo 10 de Julio, Florida                              |  |
|                           |             |     |                 | Árbitro(s): Jonathan Herbas Christian Espíndola Estefanía Pinto |  |

| 18 de mayo de 2021, 16:00 | Proyecto Latín | 0:4 | Peñarol | Polideportivo 10 de Julio, Florida                   |  |
|                           |                |     |         | Árbitro(s): José Ocampo Yuri García Dario Santamaría |  |

### Grupo C
| Pos. | Equipos              | PJ | PG | PE | PP | GF | GC | DIF | PTS |
| ---- | -------------------- | -- | -- | -- | -- | -- | -- | --- | --- |
| 1.   | Alianza Platanera    | 3  | 2  | 1  | 0  | 7  | 2  | +5  | 7   |
| 2.   | Cerro Porteño        | 3  | 2  | 1  | 0  | 7  | 2  | +5  | 7   |
| 3.   | Universidad de Chile | 3  | 1  | 0  | 2  | 6  | 10 | -4  | 3   |
| 4.   | Nacional             | 3  | 0  | 0  | 3  | 4  | 10 | -6  | 0   |

| 16 de mayo de 2021, 20:00 | Cerro Porteño | 0:0 | Alianza Platanera | Polideportivo 10 de Julio, Florida                   |  |
|                           |               |     |                   | Árbitro(s): Gean Telles Anelize Schulz Ricardo Messa |  |

| 16 de mayo de 2021, 22:00 | Universidad de Chile | 4:2 | Nacional | Polideportivo 10 de Julio, Florida                  |  |
|                           |                      |     |          | Árbitro(s): Leandro Lorenzo José Villar Rolly Rojas |  |

| 17 de mayo de 2021, 18:00 | Cerro Porteño | 4:1 | Universidad de Chile | Polideportivo 10 de Julio, Florida                     |  |
|                           |               |     |                      | Árbitro(s): Anelize Schulz Leandro Lorenzo Gean Telles |  |

| 17 de mayo de 2021, 20:00 | Alianza Platanera | 3:1 | Nacional | Polideportivo 10 de Julio, Florida                |  |
|                           |                   |     |          | Árbitro(s): Ricardo Messa Rolly Rojas José Villar |  |

| 18 de mayo de 2021, 18:00 | Nacional | 1:3 | Cerro Porteño | Polideportivo 10 de Julio, Florida                 |  |
|                           |          |     |               | Árbitro(s): Rolly Rojas Gean Telles Anelize Schulz |  |

| 18 de mayo de 2021, 20:00 | Alianza Platanera | 4:1 | Universidad de Chile | Polideportivo 10 de Julio, Florida                    |  |
|                           |                   |     |                      | Árbitro(s): José Villar Ricardo Messa Leandro Lorenzo |  |

### Mejores terceros
| Pos. | Equipos              | PJ | PG | PE | PP | GF | GC | DIF | PTS |
| ---- | -------------------- | -- | -- | -- | -- | -- | -- | --- | --- |
| 1    | Universitario        | 3  | 1  | 1  | 1  | 6  | 6  | 0   | 4   |
| 2    | Peñarol              | 3  | 1  | 0  | 2  | 4  | 4  | 0   | 3   |
| 3    | Universidad de Chile | 3  | 1  | 0  | 2  | 6  | 10 | -4  | 3   |

## Fase final

#### Partido por el 11º puesto
| 20 de mayo de 2021, 12:00 | Proyecto Latín | 0:4 | S.S. Bocca | Polideportivo 10 de Julio, Florida                        |  |
|                           |                |     |            | Árbitro(s): Tayana Moreno Anelize Schulz Daniel Rodríguez |  |

#### Partido por el 9º puesto
| 20 de mayo de 2021, 14:00 | Universidad de Chile | 3:1 | Nacional | Polideportivo 10 de Julio, Florida                  |  |
|                           |                      |     |          | Árbitro(s): José Ocampo José Villar Estefanía Pinto |  |

#### Cuadro 5° al 8° puesto
|  | 5° al 8° puesto     | 5° al 8° puesto |               |               | 5° puesto         | 5° puesto |  |
|  |                     |                 |               |               |                   |           |  |
|  |                     |                 |               |               |                   |           |  |
|  | Peñarol             | 4 (1)           |               |               |                   |           |  |
|  | Peñarol             | 4 (1)           |               |               |                   |           |  |
|  | Cerro Porteño       | 4 (4)           |               |               |                   |           |  |
|  | Cerro Porteño       | 4 (4)           |               | Cerro Porteño | 1                 |           |  |
|  |                     |                 |               | Cerro Porteño | 1                 |           |  |
|  |                     |                 | Universitario | 4             |                   |           |  |
|  | Universitario (w/o) | 3               | Universitario | 4             |                   |           |  |
|  | Universitario (w/o) | 3               |               |               |                   |           |  |
|  | Alianza Platanera   | 0               |               |               | 7° puesto         | 7° puesto |  |
|  | Alianza Platanera   | 0               |               |               | 7° puesto         | 7° puesto |  |
|  |                     |                 |               |               |                   |           |  |
|  |                     |                 |               |               | Peñarol           | 1         |  |
|  |                     |                 |               |               | Peñarol           | 1         |  |
|  |                     |                 |               |               | Alianza Platanera | 4         |  |
|  |                     |                 |               |               | Alianza Platanera | 4         |  |
|  |                     |                 |               |               |                   |           |  |

#### Semifinales del 5° al 8° puesto
| 20 de mayo de 2021, 16:00 | Peñarol | 4:4 (1:4 p.) | Cerro Porteño | Polideportivo 10 de Julio, Florida                    |  |
|                           |         |              |               | Árbitro(s): Yuri García Leandro Lorenzo Ricardo Messa |  |

| 20 de mayo de 2021, 18:00 | Universitario | 3:0 w.o. | Alianza Platanera | Polideportivo 10 de Julio, Florida                              |  |
| |               |          |                   | Árbitro(s): Andrés Martínez Jonathan Herbas Christian Espíndola |  |
| Inicialmente el partido entre Universitario y Alianza Platanera fue cancelado, debido a que el árbitro decidió la no realización del mismo por incumplimiento del uniforme solicitado de Alianza Platanera que ocasionó una similitud en los uniformes. Posteriormente la Conmebol se lo dio por ganado 3-0 a favor de Universitario y le otorgó la clasificación. |               |          |                   |                                                                 |  |

#### Partido por el 7º puesto
| 21 de mayo de 2021, 12:00 | Peñarol | 1:4 | Alianza Platanera | Polideportivo 10 de Julio, Florida                       |  |
|                           |         |     |                   | Árbitro(s): Ricardo Messa Anelize Schulz Estefanía Pinto |  |

#### Partido por el 5º puesto
| 21 de mayo de 2021, 14:00 | Cerro Porteño | 1:4 | Universitario | Polideportivo 10 de Julio, Florida                     |  |
|                           |               |     |               | Árbitro(s): José Villar Dario Santamaría Tayana Moreno |  |

### Cuadro principal
|  | Cuartos de final  | Cuartos de final  | Cuartos de final |                 |                | Semifinales    | Semifinales | Semifinales |             |                | Final           | Final           | Final |  |
|  |                   |                   |                  |                 |                |                |             |             |             |                |                 |                 |       |  |
|  |                   |                   |                  |                 |                |                |             |             |             |                |                 |                 |       |  |
|  | Carlos Barbosa    | Carlos Barbosa    | 3                |                 |                |                |             |             |             |                |                 |                 |       |  |
|  | Carlos Barbosa    | Carlos Barbosa    | 3                |                 |                |                |             |             |             |                |                 |                 |       |  |
|  | Peñarol           | Peñarol           | 0                |                 |                |                |             |             |             |                |                 |                 |       |  |
|  | Peñarol           | Peñarol           | 0                |                 | Carlos Barbosa | Carlos Barbosa | 4           |             |             |                |                 |                 |       |  |
|  |                   |                   |                  |                 | Carlos Barbosa | Carlos Barbosa | 4           |             |             |                |                 |                 |       |  |
|  |                   |                   | Delta Te Quiero  | Delta Te Quiero | 0              |                |             |             |             |                |                 |                 |       |  |
|  | Delta Te Quiero   | Delta Te Quiero   | Delta Te Quiero  | Delta Te Quiero | 0              | 9              |             |             |             |                |                 |                 |       |  |
|  | Delta Te Quiero   | Delta Te Quiero   |                  |                 |                |                |             |             |             |                |                 |                 |       |  |
|  | Cerro Porteño     | Cerro Porteño     | 5                |                 |                |                |             |             |             |                |                 |                 |       |  |
|  | Cerro Porteño     | Cerro Porteño     | 5                |                 |                |                |             |             |             | Carlos Barbosa | Carlos Barbosa  | 3               |       |  |
|  |                   |                   |                  |                 |                |                |             |             |             | Carlos Barbosa | Carlos Barbosa  | 3               |       |  |
|  |                   |                   | San Lorenzo      | San Lorenzo     | 4              |                |             |             |             |                |                 |                 |       |  |
|  | Corinthians       | Corinthians       | San Lorenzo      | San Lorenzo     | 4              | 3              |             |             |             |                |                 |                 |       |  |
|  | Corinthians       | Corinthians       |                  |                 |                |                |             |             |             |                |                 |                 |       |  |
|  | Universitario     | Universitario     | 0                |                 |                |                |             |             |             |                |                 |                 |       |  |
|  | Universitario     | Universitario     | 0                |                 | Corinthians    | Corinthians    | 1           |             |             | Tercer lugar   | Tercer lugar    | Tercer lugar    |       |  |
|  |                   |                   |                  |                 | Corinthians    | Corinthians    | 1           |             |             | Tercer lugar   | Tercer lugar    | Tercer lugar    |       |  |
|  |                   |                   | San Lorenzo      | San Lorenzo     | 2              |                |             |             |             |                |                 |                 |       |  |
|  | Alianza Platanera | Alianza Platanera | San Lorenzo      | San Lorenzo     | 2              | 0              |             |             | Corinthians | Corinthians    | 1               |                 |       |  |
|  | Alianza Platanera | Alianza Platanera |                  |                 |                |                |             |             | Corinthians | Corinthians    | 1               |                 |       |  |
|  | San Lorenzo       | San Lorenzo       | 4                |                 |                |                |             |             |             |                | Delta Te Quiero | Delta Te Quiero | 3     |  |
|  | San Lorenzo       | San Lorenzo       | 4                |                 |                |                |             |             |             |                | Delta Te Quiero | Delta Te Quiero | 3     |  |
|  |                   |                   |                  |                 |                |                |             |             |             |                |                 |                 |       |  |

#### Cuartos de final
| 19 de mayo de 2021, 12:00 | Carlos Barbosa | 3:0 | Peñarol | Polideportivo 10 de Julio, Florida                       |                                                          |
| 9:5                       |                |     |         | Árbitro(s): Dario Santamaría Estefanía Pinto Yuri García | Árbitro(s): Dario Santamaría Estefanía Pinto Yuri García |

| 19 de mayo de 2021, 14:00 | Corinthians | 3:0 | Universitario | Polideportivo 10 de Julio, Florida                         |  |
|                           |             |     |               | Árbitro(s): Daniel Rodríguez Valeria Palma Leandro Lorenzo |  |

| 19 de mayo de 2021, 16:00 | Alianza Platanera | 0:4 | San Lorenzo | Polideportivo 10 de Julio, Florida                    |  |
|                           |                   |     |             | Árbitro(s): Ricardo Messa Carlos Martínez José Villar |  |

| 19 de mayo de 2021, 18:00 | Delta Te Quiero | 9:5 | Cerro Porteño | Polideportivo 10 de Julio, Florida                             |  |
|                           |                 |     |               | Árbitro(s): Christian Espíndola Henry Gutiérrez Anelize Schulz |  |

#### Semifinales
| 21 de mayo de 2021, 16:00 | Carlos Barbosa | 4:0 | Delta Te Quiero | Polideportivo 10 de Julio, Florida                      |  |
|                           |                |     |                 | Árbitro(s): Carlos Martínez Yuri García Andrés Martínez |  |

| 21 de mayo de 2021, 18:00 | Corinthians | 1:2 | San Lorenzo | Polideportivo 10 de Julio, Florida                          |  |
|                           |             |     |             | Árbitro(s): Henry Gutiérrez Christian Espíndola José Villar |  |

#### Tercer Puesto
| 22 de mayo de 2021, 16:00 | Corinthians | 1:3 | Delta Te Quiero | Polideportivo 10 de Julio, Florida                      |  |
|                           |             |     |                 | Árbitro(s): Leandro Lorenzo José Ocampo Estefanía Pinto |  |

#### Final
| 22 de mayo de 2021, 18:30 | Carlos Barbosa | 3:4 (t. s.) | San Lorenzo | Polideportivo 10 de Julio, Florida                               |  |
|                           |                |             |             | Árbitro(s): Daniel Rodríguez Christian Espíndola Carlos Martínez |  |

|                                |
| Bandera de Argentina           |
| Campeón San Lorenzo 1.º título |

## Transmisión
El torneo de la Copa Libertadores de Futsal 2021 fue transmitido a través del canal oficial de la Conmebol Libertadores en la plataforma de Youtube, así como en la plataforma Facebook Watch. Además, se pudo ver a través de DirecTV Sports (excepto en Bolivia, Brasil y Paraguay).
En Argentina fue emitido por DeporTV y en Uruguay por AUF TV.